# Лијева Мартинска Вес
Лијева Мартинска Вес је бивше насељено место у општини Мартинска Вес, у сисачкој горњој Посавини, Хрватска, до нове територијалне организације у саставу бивше велике општине Сисак. Спојено је са бившим насељем Десна Мартинска Вес у једно насеље Мартинска Вес.

## Становништво

### Попис1991.
На попису становништва 1991. године, насељено место Лијева Мартинска Вес је имало 455 становника, следећег националног састава:
| Попис 1991.‍ | Попис 1991.‍ | Попис 1991.‍ | Попис 1991.‍ | Попис 1991.‍ |
| ----------- | ----------- | ----------- | ----------- | ----------- |
|             |             |             |             |             |
| Хрвати      | Хрвати      |             | 446         | 98,02%      |
| Мађари      | Мађари      |             | 3           | 0,65%       |
| непознато   | непознато   |             | 6           | 1,31%       |
| укупно: 455 |             |             |             |             |